# Alberto Spikin-Howard
Alberto Spikin-Howard (* 24. Juni 1898 in Santiago de Chile; † 8. Mai 1972) war ein chilenischer Mediziner, Pianist, Musikpädagoge und Schriftsteller.

## Leben
Spikin-Howard studierte an der Escuela de Medicina der Universidad de Chile und erhielt 1938 den Doktorgrad. Er arbeitete zunächst als Pädiater und wechselte dann zur Psychiatrie. Mit Luis Acevedo gründete er 1944 die Clínica Neuro-Psiquiátrica in Viña del Mar, wobei er sich auf die Erforschung genetischer Grundlagen in der Kinderpsychologie und psychologische Grundlagen musikalischer Begabung spezialisierte.
Seine musikalische Ausbildung begann Spikin-Howard 1914 am Conservatorio Nacional als Klavierschüler von Américo Tritini. Von 1923 bis 1928 vervollkommnete er seine Ausbildung an der Royal Academy of Music in London bei Tobias Matthey. Nach seiner Rückkehr nach Chile wurde er Professor für Klavier und Musikinterpretation am Conservatorio Nacional. Später wurde er Leiter des Departements Musikpädagogik und Professor für Psychologie und Methodologie der Musikerziehung. Nach seinem Ausscheiden aus dem Conservatorio Nacional 1944 wurde er 1950 Professor für Klavier an der Escuela Vocacional de Educación Artística.
Die literarische Laufbahn Spikin-Hoyers begann 1963 mit der Veröffentlichung des Gedichtbandes De ayer y de hoy. Danach erschienen weitere Gedichtbände und auch mehrere Romane. Außerdem verfasste er auch Artikel für verschieden chilenische und ausländische Zeitschriften und war Korrespondent der Zeitung El Mercurio.

## Werke
- De ayer y de hoy, Gedichte (1963)
- Esta boca es mía, Gedichte (1964)
- Travesuras y penas de Teresa Benavides, Roman (1968)
- El mundo de los Mackenzie, Roman (1968)
- Futres, quiltros y soñadores, Roman (1969)
- De par en par Erzählungen